# ساعت گرگ و میش
ساعت گرگ و میش (سوئدی: Vargtimmen) فیلم سوئدی ترسناک روان‌شناختی به کارگردانی اینگمار برگمان و بازی ماکس فون سیدو و لیو اولمان محصول سال ۱۹۶۸ است.
داستان درباره گم شدن نقاشی خیالی به نام یوهان بورگ (وون سیدو) است که اسیر بی‌خوابی و افکار ترسناک است و به همراه همسرش در جزیره‌ای زندگی می‌کند.
برگمان در اصل بیشتر داستان را براساس فیلمنامه‌ای ساخته‌نشده به نام آدم‌خواران نوشته بود که خودش در سال ۱۹۶۶ برای ساخت فیلم پرسونا آن را کنار گذاشته بود. او از اپرای فلوت سحرآمیز موتزارت و رمان کوتاه گلدان طلایی هافمن و همچنین کابوس‌های شبانه‌ی خودش، در ساخت فیلم الهام گرفته بود. فیلمبرداری فیلم در هاوس هالار استکهلم و فارو انجام شد.
مضامینی همچون دیوانگی، به‌خصوص از جنسی که هنرمندان تجربه می‌کنند، جنسیت و روابط در قالبی سوررئال و با المان‌های محلی در فیلم به نمایش گذاشته می‌شوند. اشاره‌هایی به اساطیر خون‌آشام و گریگینه نیز در فیلم موجود است. برخی مؤلفان به وجود رابطه‌ی میان فیلم و زندگی برگمان و رابطه‌ی او با اولمان نیز اشاره کرده‌اند؛ برگمان گفته بود که پیشتر از اینکه داستان فیلم را بداند، ساعت گرگ و میش خودش را تجربه کرده بود.
فیلم ابتدا با نقدهای منفی در سوئد مواجه شد. سالیان بعد ساعت گرگ و میش نقدهای عموماً مثبتی دریافت کرد و به عنوان یکی از ۵۰ فیلم برگزیده‌ی تاریخ در رای‌گیری که توسط انجمن فیلم بریتانیا که از ۲۰۱۲ کارگردان به عمل آمده بود، انتخاب شد. شرم (۱۹۶۸) و مصائب آنا (۱۹۶۹) که که ارتباط مضمونی با ساعت گرگ و میش دارند بعد از آن ساخته شدند. اولمان به خاطر ایفای نقشش در دو فیلم ساعت گرگ و میش و شرم در سال ۱۹۶۸ جوایز متعددی کسب کرد.

## بازیگران
- ماکس فون سیدو در نقش یوهان بورگ
- لیو اولمان در نقش آلما بورگ
- گرترود فرید در نقش کورنی وون مرکنز
- جورج ریدبرگ در نقش لیندهورست
- ارلاند یوسفسن در نقش بارون وون مرکنز
- نعیما ویفستراند در نقش پیرزن با کلاه
- اولف جوهانسون در نقش هیربند
- گودران بروست در نقش گاملا فرو وون مرکنز
- اینگرید تولین در نقش ورونیا ولگر
- فولکه سوندکوئیست

## ساخت

### توسعه
برگمان از کابوس‌های شبانه‌اش که در آن زنی صورتش را برمی‌دارد و مردی بر روی سقف راه می‌رود، برای ساخت فیلم الهام گرفته بود. توصیف یوهان از حبس شدن در کمد، زمانی که پسربچه بوده، بر اساس تجربه کودکی برگمان بوده است. فلوت سحرآمیر موتزارت و شخصیت پاپاگنو در اپرای آن که تبدیل به انسان-پرنده‌ای شیطانی می‌شود نیز بر روی برگمان در ساخت فیلم تاثیر گذاشت. بازتاب این تاثیر را می‌توان در شخصیت لیندهورست دید. برگمان همچنین هافمن، نویسنده‌ی آلمانی، را به عنوان دیگر الهام‌بخش اصلی فیلم برشمرده است.

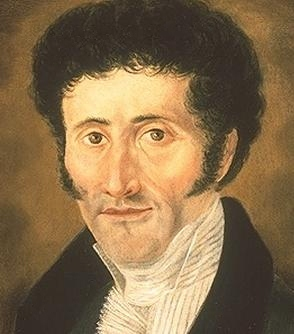
ارنست هوفمن که بر روی داستان فیلم تاثیر گذاشته است.

بعضی از مشخصه‌های داستان فیلم ریشه در فیلمنامه‌های قبلی برگمان، آدم‌خواران یا وحوش دارد که او در سال ۱۹۶۴ نوشتن آنها را تمام کرده بود و تصمیم داشت فیلمبرداری آن را در هالاندز وادرو انجام دهد. برگمان آدم‌خواران را به دلیل سینه پهلو نساخت و به جای آن پرسونا را نوشت و کارگردانی کرد. پس از پرسونا، برگمان تصمیم گرفت نسخه‌ی جدیدی از آدم‌خواران را تحت عنوان جدید ساعت گرگ و میش بسازد. برگمان اصطلاح ساعت گرگ و میش را در فیلمنامه اینطور توضیح می‌دهد:
مابین شب و طلوع خورشید ... زمانی که بیشتر مردم می‌میرند، خواب در عمیق‌ترین حالت است و کابوس‌ها بسیار واقعی به نظر می‌آیند. ساعتی است که بی‌خواب‌ها با بدترین اندوه‌ها و اضطراب‌هایشان مواجه می‌شوند، زمانی است که ارواح و شیاطین در قدرتمندترین حالتشان هستند. ساعت گرگ و میش همچنین وقتی است که بیشتر نوزادان به دنیا می‌آیند.
طبق نظر  بریجیتا استین عنوان فیلم از داستان‌های محلی سوئدی گرفته شده که در آنها «ساعت گرگ و میش» به زمانی بین ۳ تا ۵ صبح که بیشتر مرگ‌ها و تولدها در آن اتفاق می‌افتد گفته می‌شود. بنگت آف کلینتبرگ توده‌شناس سوئدی، به یاد می‌آورد که در سال ۱۹۶۴، برگمان از نیکلاس برونیوس، مدیر یک نمایش‌خانه، می‌خواهد که درباره‌ی اسطوره‌های زمان تحقیق کند و او از کلینتبرگ در اینباره پرس‌وجو می‌کند و کلیتنبرگ درمی‌یابد که این اصطلاح در ادبیات محلی سوئدی وجود ندارد اما اصطلاحی تحت عنوان ساعت گرگ هست که به نیمه‌شب تا ساعت یک صبح گفته می‌شود. برگمان ادعا می‌کند که اولین بار عبارت ساعت گرگ و میش را در منابع لاتین دیده، با این وجود او اشاره‌ای به این منابع نمی‌کند و این امکان وجود دارد که خودش این اصطلاح را ابداع کرده باشد. او بعدها می‌گوید زمانی که داستان را تصور می‌کرده، ساعت گرگ و میش خود را تجربه کرده و بعد از ساخت فیلم از آن رهایی پیدا کرده است.
اواخر مراحل پس‌تولید فیلم پرسونا در سال ۱۹۶۶، برگمان جلسه‌ای برگزار می‌کند تا ساخت ساعت گرگ و میش را برنامه‌ریزی کند.او بعداً می‌گوید که بنای فیلم در زمان پرسونا نهاده می‌شود:
ساعت گرگ و میش از نظر برخی پسرفت پس از پرسونا دیده می‌شود. آنقدر هم ساده نیست. پرسونا موفقیتی عظیم بود، موفقیتی که به من این اعتماد به نفس را داد تا در مسیرهایی نامعلوم به جستجو بپردازم. . .. امروز که آن را می‌بینم، می‌فهمم که  شکافی عمیق، پنهان و پیدا، در من است که در کارهای ابتدایی و اخیرم وجود دارد. ... ساعت گرگ و میش از آن جهت مهم است که تلاشی است برای به دام انداخت مجموعه‌ی از مشکلات که به سختی می‌توان آنها را شناسایی کرد و به درونشان نفوذ نمود.

## یادداشت ها
1. ↑  The genre has been described as psychological horror,[۳][۴][۵] horror,[۶][۷][۸] drama,[۶][۹] or "folk horror".[۱۰]
2. ↑  Bergman later adapted the opera for screen as the 1975 film The Magic Flute.[۱۴]
3. ↑  Like Professor Frank Gado, author Mattias Hagberg believed Bermgan invented the term; Hagberg further suggested Bergman was inspired by the 1927 novel Steppenwolf by Hermann Hesse, in which the protagonist visits a magic theatre.[۲۲]